# Renavas
Renavas är en ort i Litauen. Den ligger i den nordvästra delen av landet, 260 km nordväst om huvudstaden Vilnius. Renavas ligger 108 meter över havet och antalet invånare är 109.
Terrängen runt Renavas är platt. Runt Renavas är det ganska tätbefolkat, med 58 invånare per kvadratkilometer. Närmaste större samhälle är Mazeikiai, 18,0 km öster om Renavas. Omgivningarna runt Renavas är en mosaik av jordbruksmark och naturlig växtlighet.